# 都営バス江戸川営業所
都営バス江戸川自動車営業所（とえいバスえどがわじどうしゃえいぎょうしょ）は、東京メトロ東西線葛西駅北西の江戸川区中葛西にあり、江戸川区・江東区周辺の路線を担当する都営バスの営業所。都営住宅宇喜田アパートと、東京都交通局の職員住宅である葛西寮が隣接する。管轄下に臨海支所を置く。営業所記号はVを用いる。ナンバーは江戸川（江戸川ナンバー登場以前は足立）である。
1972年（昭和47年）に江東営業所葛西分車庫として設置され、その後、葛西自動車営業所となり、2004年4月1日の東京都交通局の自動車営業所組織再編で、江戸川自動車営業所へ改称し、同時に近隣にある臨海営業所をはとバスへ委託した上で江戸川営業所臨海支所とした。

## 東小松川分駐所
江戸川自動車営業所東小松川分駐所（えどがわじどうしゃえいぎょうしょひがしこまつがわぶんちゅうじょ）は、江戸川区東小松川4丁目にある都営バスの車庫（分駐所）である。船堀駅前にあった旧・江戸川営業所が、臨海営業所（現・臨海支所）として臨海町へ移転した際、その跡地に設置された船堀分駐所が前身で、その船堀分駐所が1991年（平成3年）に現在地へ移転し、臨海営業所東小松川分駐所となった。その後、臨海営業所のはとバス委託に伴い江戸川営業所に管轄が変更され現在に至る。

## 概要

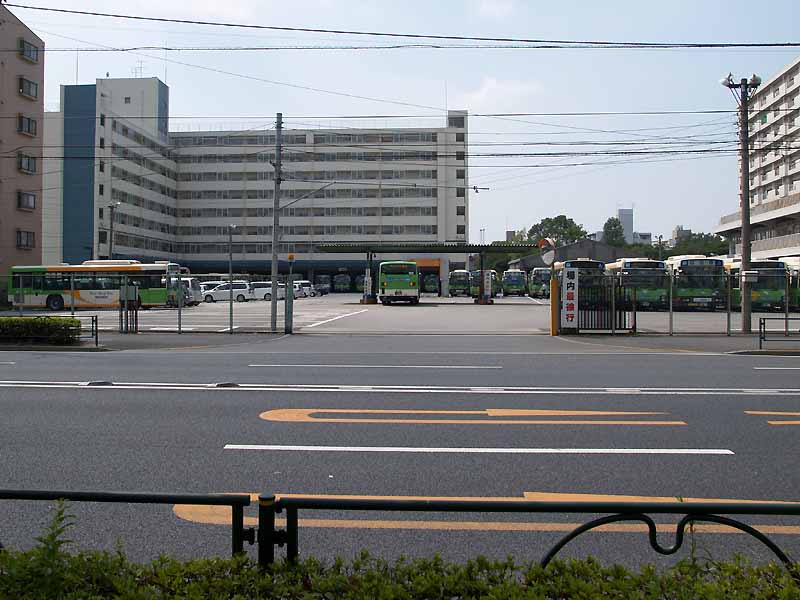
正面から見た江戸川自動車営業所

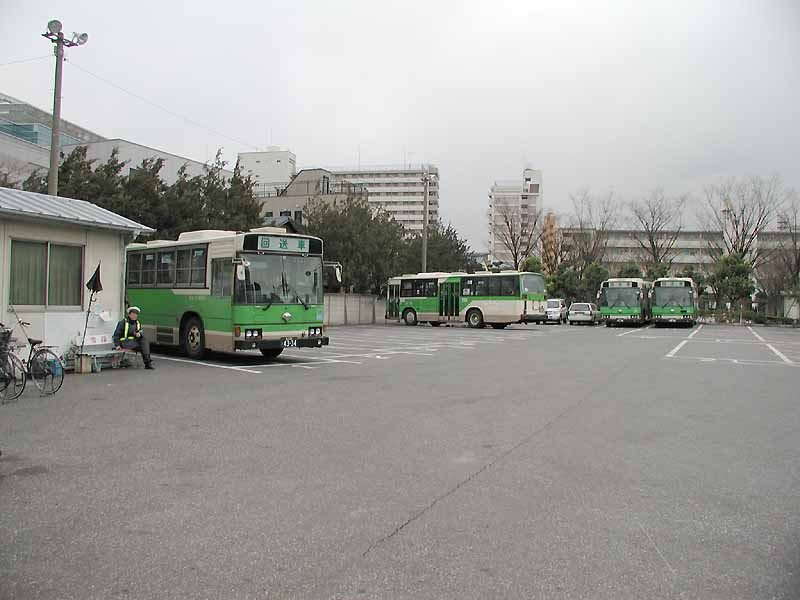
かつて存在した境川操車所 (2002年)

江戸川営業所は、1972年（昭和47年）10月に開設された葛西自動車営業所を前身とする。葛西営業所は、江東区内の都電代替路線を受け持つために、境川に存在していた都電錦糸堀営業所境川分車庫の跡地を利用して「境川営業所」として開設される予定であった。しかし地元住民の反対があったため、営業所は荒川の反対側の葛西地区に新設された。また境川分車庫跡地は、主に上記代替路線（その後の錦14→都07系統）の待機のための操車場とされ、地元住民への見返りとして定期券売場を併設して利用者の便宜を図った。当初の葛西営業所が、江東区の系統を主としながら江戸川区に開設されのはこうした事情であった。
2003年（平成15年）4月には、都07系統の大部分が江東営業所に移管される（後に完全移管）ことに伴い、境川操車場が閉鎖された。その跡地には「スシロー南砂店」が建っている。
2004年に、臨海営業所（当時）での運行業務がはとバスに委託されることとなり、臨海営業所担当の黒字系統と葛西営業所（当時）担当の赤字路線を振り替えた結果、江東区内の系統が減少し、江戸川区内の系統の受け持ちが大幅に増えた。これに伴い、葛西営業所は名称を江戸川自動車営業所とし、同時に臨海営業所東小松川分駐所を引き継ぎ、臨海営業所も江戸川営業所の支所に降格となった。その結果、ターミナルである葛西駅・西葛西駅と至近距離に位置することから車両回送の距離とコストが大幅に削減でき、この地に営業所を作ったことが大きな利点へと変化した。なお回送距離を比較すると、葛西駅の場合は臨海が3.1km に対し江戸川が1.0 km 、西葛西駅の場合は臨海が2.5 kmに対し江戸川が1.7 kmである。

## 沿革
- 1971年（昭和46年）3月18日：都電の錦糸堀電車営業所境川派出所が廃止される。
- 1972年（昭和47年）
  - 10月15日：江東営業所葛西分車庫として設置される[3]。
  - 10月20日：葛西分車庫が葛西営業所に変更される[3]。
- 1979年（昭和54年）10月1日：都電境川派出所跡地に境川操車場を開設。
- 1992年（平成4年）3月31日：錦14系統を都市新バス化、都07系統とする。
- 2003年（平成15年）3月31日：境川操車場を廃止。都07系統の大部分を江東へ移管、平23系統を臨海から再移管。
- 2004年（平成16年）4月1日：葛西営業所を江戸川自動車営業所に改称、営業所記号の「V」と亀24・錦28・平28・亀29系統も葛西から引き継いだ。臨海営業所東小松川分駐所を江戸川の管轄とし、同時に臨海営業所がはとバス委託化、江戸川営業所臨海支所となる。都07系統を江東の単独所管とし、亀23系統を江東へ、秋26・両28・AL01などの系統を臨海へ移管、新小21・新小22・錦25などの系統を臨海から移管する。
- 2005年（平成17年）
  - 3月28日：錦27系統を江東との共管とし、同時に小岩駅 - 船堀駅便（錦27-2系統）を設定する。
  - 4月1日：平28系統を臨海へ移管する。
- 2009年（平成21年）4月1日：錦27系統の共管を解消する。
- 2013年（平成25年）4月1日：新小29系統を臨海へ移管。同時に新小30系統を新小29-2系統として統合する。
- 2014年（平成17年）4月1日：亀23系統を江東から再移管、葛西24系統を臨海へ移管する。

## 現行路線
現在の所管路線は、「臨海営業所・支所から移管されたもの」「葛西営業所時代から継続されるもの」「江戸川営業所で所管開始したもの」の3タイプに分かれる。
その他では、臨時・貸切として、江戸川競艇場送迎、江東区中学校送迎を受け持っている。

### 江戸川営業所本所で主に担当する系統

#### 臨海からの移管路線

##### FL01系統(休止)

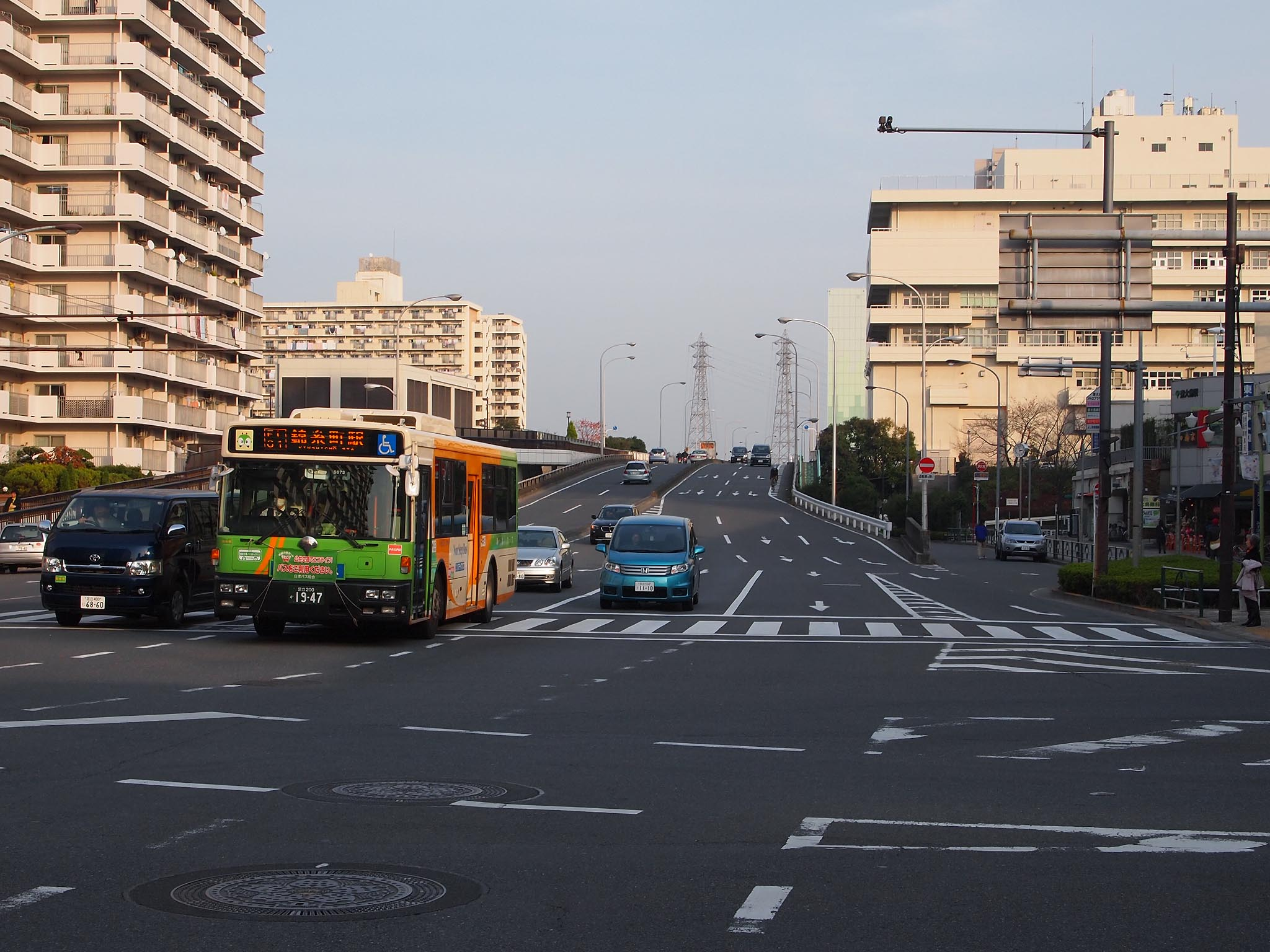
東大島駅最寄りの大島8丁目交差点を通過するFL01 (V-S673)

- FL01：錦糸町駅 - 水神森 - 亀戸九丁目 - 東大島駅入口 - 船堀駅 - 三角 - 葛西駅（平日運休）

2000年12月12日、船堀駅から新大橋通り - 丸八通りを経由して、船堀駅 - 錦糸町駅では亀戸駅に近い水神森以外停まらない急行系統として、FL01系統が誕生した。その後、大島駅にも停車するようになったが、2007年2月より丸八通り経由から番所橋通りへの経路変更により大島駅を通らなくなるため、途中停車が東大島駅入口になり、同時に錦糸町駅 - 亀戸九丁目間において全停留所に停車する形に変更となった。
2025年3月30日をもって休止となった。
路線沿革
- 2000年12月12日：都営地下鉄大江戸線開通に伴う再編で開設、12月16日より運行を開始。
- 2005年3月28日：臨海の支所化・はとバス委託に伴い江戸川営業所に移管。
- 2007年2月：水神森 - 新大橋通りの経路を丸八通り・大島駅経由から番所橋通り経由に変更。
- 2025年3月30日の運行をもって休止となる。

##### 錦25系統
- 錦25：錦糸町駅 - 水神森 - 中川新橋 - 京葉交差点 - 船堀駅 - 三角 - 葛西駅
- 錦25：錦糸町駅 - 水神森 - 中川新橋 - 京葉交差点 - 船堀駅
- 錦25：船堀駅 - 三角 - 葛西駅
- 錦25：葛西駅 → 三角 → 船堀駅 → 京葉交差点
- 錦25出入：江戸川車庫 - 葛西駅
- （出庫）：東小松川車庫 → 京葉交差点 → 錦糸町駅
- （出入庫）：東小松川車庫  - 船堀駅 - 三角 - 葛西駅
  - 1947年（昭和22年）9月20日-27日：風水害により錦糸堀駅 - 三角線全線で運休[4]。

終戦時には錦糸町 - 三角がすでに存在しており、江戸川の中では最古である。地下鉄東西線開通前は閑散時間帯が存在しないほどの高頻度で運行されていた。とくに亀戸駅付近から船堀駅を経由し葛西駅に至るまでの区間は、ちょうど鉄道空白地帯を縫うようにして走るため、現在でも6～9分間隔程度の運行頻度を維持している。当初は江東営業所、その後は旧・江戸川営業所が担当していたが、同所と今井支所の合併により臨海営業所が1987年に誕生してからは、臨海が担当してきた。しかし、臨海のはとバス委託に伴い、葛西駅至近にある江戸川営業所に移管された。そのため、現在は、臨海支所に移管された秋26系統に代わって葛西駅からの入出庫系統も錦25出入系統になっている。ほとんどは全区間通しでの運転だが朝・夜時間帯では途中の船堀駅発着、葛西駅発では最終便のみ京葉交差点止めもある（京葉交差点止めは2025年4月1日の改正で廃止）。東小松川車庫前発の出庫便は本数が少ない。

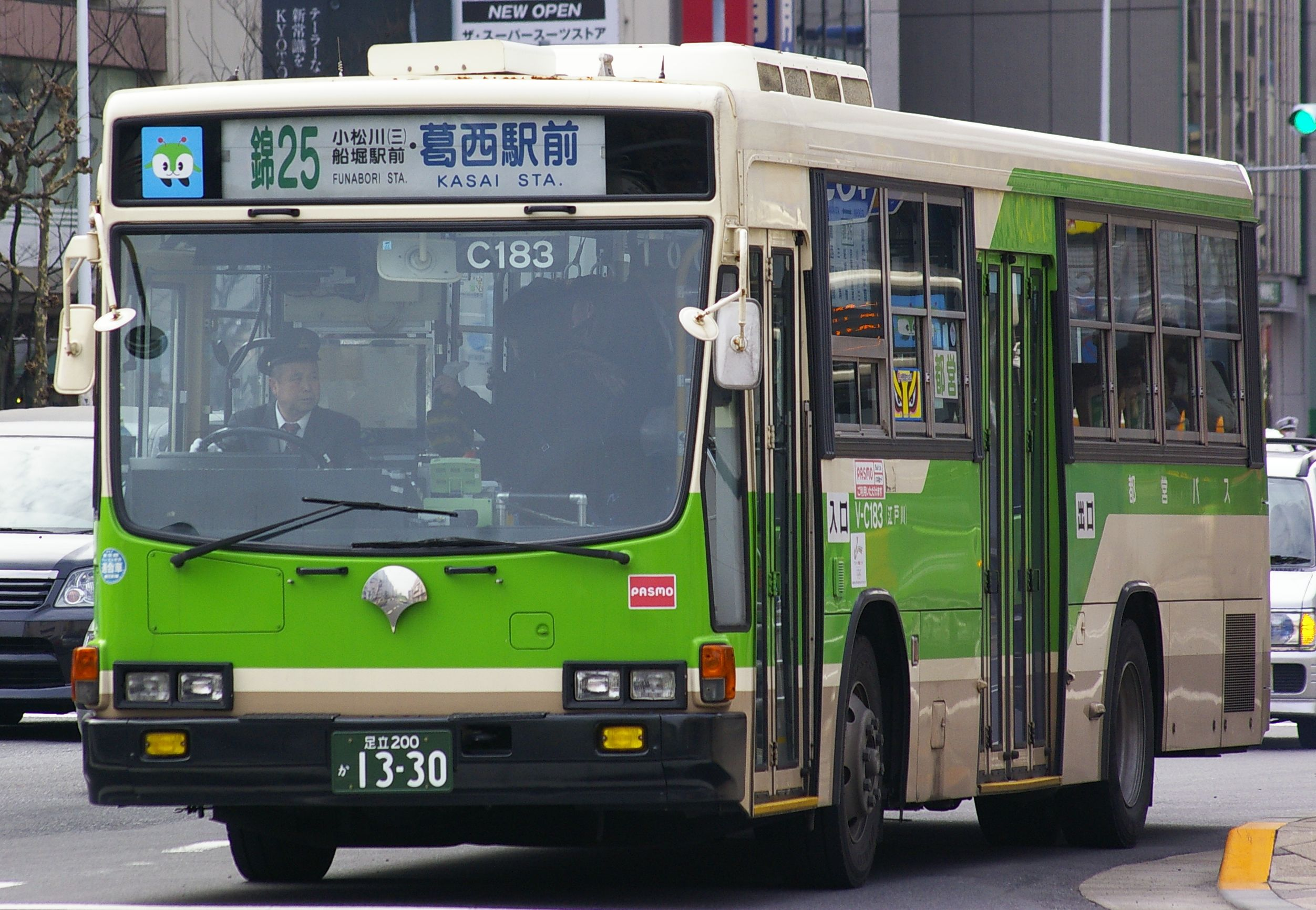
錦25（V-C183）
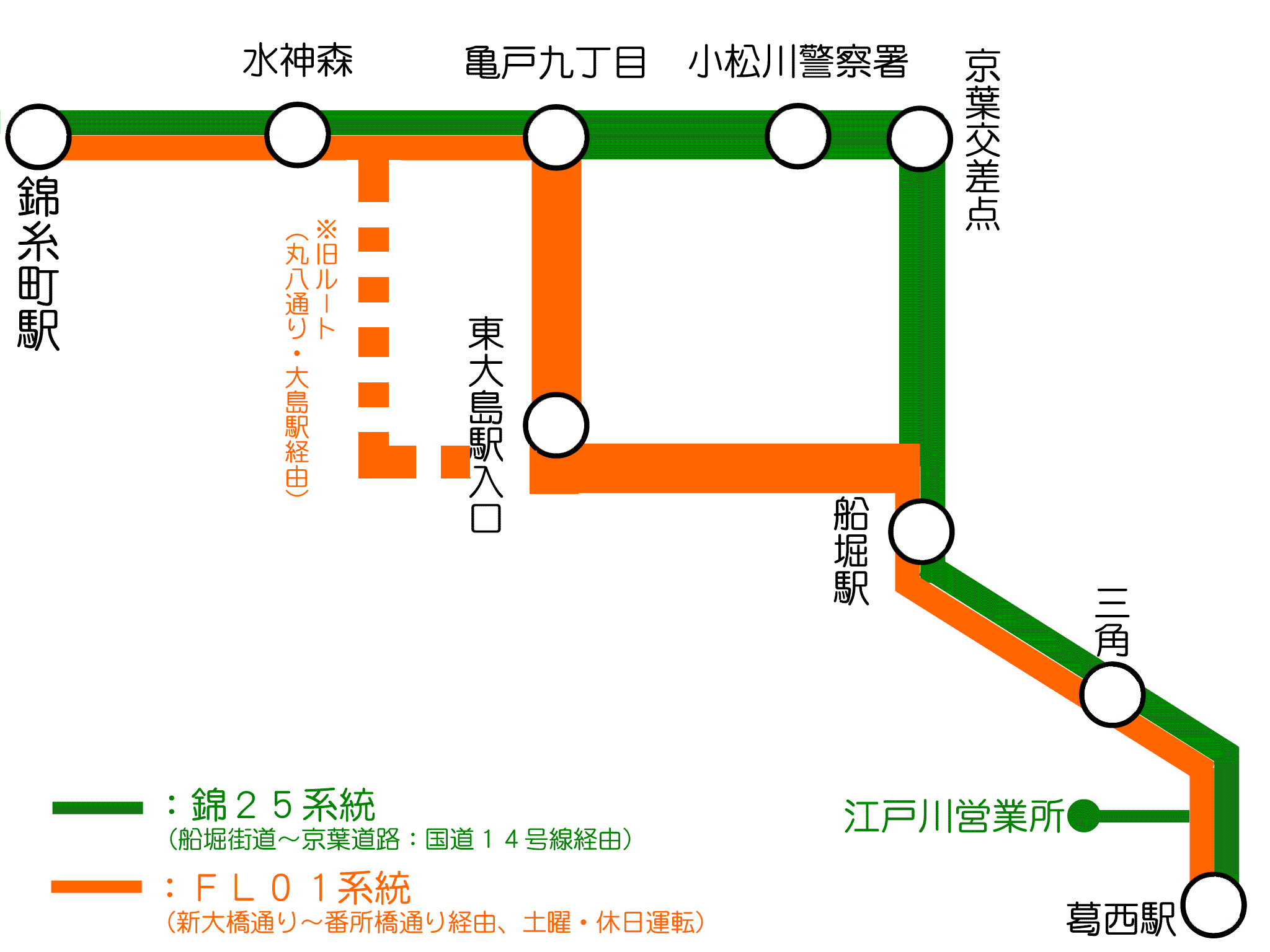
錦25とFL01の経路 （緑が錦25、橙がFL01）

##### 西葛20・深夜03系統
- 西葛20甲：西葛西駅 - 新田住宅 - 堀江団地 - なぎさニュータウン
- 西葛20乙：西葛西駅 - 中央卸売市場葛西市場 - 葛西臨海公園駅
- 深夜03：西葛西駅 - 新田住宅 - なぎさニュータウン - コーシャハイム南葛西

新小岩から葛西沖（現・新田付近）まで船堀街道を南下する路線。
営団地下鉄東西線の開通後は、新小岩方面を切り捨て葛西駅から南葛西までの路線に変更、系統番号も旧・新小20→葛西20系統へ変更された。その後、西葛西駅開業で南葛西方面との乗り継ぎが薄れたため、西葛西駅折返しが増えていき、1985年に葛西駅への乗り入れを廃止した。乗り入れ廃止後もしばらくは系統番号は葛西20のままだったが、1987年の臨海開所時に西葛20系統へ変更された。
乙系統は、1984年に西葛西からトラックターミナルを経由してなぎさニュータウンまでの路線として開通した。その後、葛西臨海公園駅の開業により終点が同駅となった。
2024年4月1日、区間便である西葛20乙出入の西葛西駅 - 臨海車庫、葛西臨海公園駅 - 臨海車庫線が廃止された。2025年3月31日の改正で深夜03系統は西葛西駅→コーシャハイム南葛西の片道運転とした上で最終バスは繰り上げとなった。

##### 葛西21系統
- 葛西21：葛西駅 - 東葛西九丁目 - なぎさニュータウン - コーシャハイム南葛西
- 葛西21：葛西駅 - 東葛西九丁目 - なぎさニュータウン - コーシャハイム南葛西 - 葛西臨海公園駅

葛西24乙系統・葛西駅 - コーシャハイム南葛西と、臨海28丙系統（葛西臨海公園駅 - なぎさニュータウン）を統合して新設された。東西線と京葉線の間の地域のうち、環七通りより東側を通る。大半は全区間通しだが、朝夕を中心にコーシャハイム南葛西折り返し便もある。
コーシャハイム南葛西→葛西臨海公園駅間は、平日朝ラッシュ時のみ国道357号の渋滞を避けるため環七通りへ迂回（南葛西第三小学校前には停車しない）する。
2007年9月3日 - 2008年3月31日・2008年4月1日 - 2009年3月31日（12月29日 - 1月3日、7月22日 - 8月29日を除く）までは、「雨降りダイヤ」を実施していた。これは、前日の15時の気象庁情報で、翌朝6時から12時までの降水確率が50％以上の場合に、平日朝に1日当たり4往復増発するものだが、輸送力増強のために気象情報にかかわらず運行されることもあった。
2020年6月30日までは、アリオ葛西への無料送迎バスが並行して運行されていた。

##### 新小22系統
- 新小22：葛西駅 - 今井 - 一之江駅 - 東小松川一丁目 - 京葉交差点 - 江戸川区役所 - 新小岩駅
- 新小22：葛西駅 → 今井 → 一之江駅（平土最終前の1便のみ）
- 新小22出入：葛西駅 → 今井 → 一之江駅 → 東小松川一丁目（最終便のみ）
- 新小22：松江 → 一之江駅 → 今井 → 葛西駅（始発便のみ）

江戸川地区では、錦25系統に遅れて1946年から運行されている古い路線。かつて浦安橋を渡り浦安終点まで行っていたが、途中で乙系統の廃止、丙系統の独立（→新小21系統）があり、葛西駅 - 新小岩駅の路線のみが残る。道幅の狭い区間が多く、今井街道の一之江駅 - 東小松川一丁目では商店街の中を、江戸川五丁目 - 瑞江中学校では新中川 - 江戸川の堤防沿いを走る。
葛西駅発のうち、新小岩駅行き最終の後に平日・土曜のみ一之江駅止まりが運転され、その次の葛西駅発の最終便が東小松川分駐所に滞泊する運用のため、東小松川から船堀街道を南下し、運行エリア外の船堀駅まで運行される（車内の路線図、みんくるガイドには記載なし）。
この船堀駅行きは、2023年4月のダイヤ改正で東小松川一丁目止まりに変更された。

##### 臨海28-1系統
- 臨海28-1：一之江橋西詰 - 一之江駅 - 古川親水公園 - 葛西駅 - 堀江団地 - 葛西臨海公園駅
- 臨海28-1：一之江駅 - 古川親水公園 - 葛西駅 - 堀江団地 - 葛西臨海公園駅
- 臨海28-1：葛西駅 - 堀江団地 - 葛西臨海公園駅
- 臨海28-1出入：一之江橋西詰 ← 一之江駅 ← 古川親水公園 ← 葛西駅 ← 堀江団地 ← 臨海車庫前
- 臨海28-1出入：一之江駅 → 古川親水公園 → 葛西駅 → 堀江団地 → 臨海車庫前
- 臨海28-1出入：葛西駅 - 堀江団地 - 臨海車庫前
- 臨海28-1出入：一之江駅 - 東小松川車庫（平日のみ）

臨海営業所新設時に葛西駅より南側の路線を新小29出入系統（一之江駅 - 臨海車庫）として開通させたが、その後葛西臨海公園駅への路線が新小29乙系統になり、新小岩と全く関係ない路線だったため、新小29系統を整理して葛西駅より南側を臨海28系統として独立させた。臨海車庫方面の路線は、臨海営業所のはとバス委託時に江戸川営業所便を「臨海28」、臨海支所便を「葛西22出入」に分離し、同時に富士公園経由コーシャハイム行きの路線が臨海28→葛西22出入系統になり、臨海28系統グループから離脱している。その後、臨海28乙系統のみ2014年4月1日に臨海支所に移管した。2020年には臨海28のうち江戸川営業所担当分は「臨海28-1」に名称変更となった。「臨海28-2」および「臨海28-3」は臨海支所が担当している。
路線としては一之江駅から少し北にある一之江橋西詰までになっているが、一之江駅 - 一之江橋西詰間は朝夕のみの運行であり、一之江駅あるいは葛西駅での折り返し運行が多い。
臨海28-1出入の一之江駅 - 東小松川車庫間は平日1往復のみの運行で、路線図「みんくるガイド」や「都バス運行情報サービス」にも掲載がなく、NAVITIMEにのみ時刻の掲載がある。一之江駅では10番のりばから発車し、途中の「葛西工科高校前」「春江町四丁目」「松江六丁目」はいずれも新大橋通り上に設置されている。
2007年からは、臨海28-1系統に並行して京成バス江戸川営業所が運行するシャトル☆セブン（SS07・SS08系統）が急行便として運行されている。

#### 葛西営業所から継承した路線

##### 亀24系統
- 亀24：亀戸駅 - 西大島駅 - 大島駅 - 東大島駅 - 葛西橋

28系統（船堀橋 - 亀戸駅 - 横川三丁目 - 厩橋三丁目 - 浅草寿町⇒葛西橋 - 東大島駅入口 - 船堀橋を延長。亀戸駅 - 浅草寿町は草24系統：東大島駅 - 亀戸駅 - 横川三丁目 - 浅草寿町に分割）として運行が開始されてきた路線で、亀戸駅・大島地区から東砂地区への足に欠かせない路線であり、本数も1時間に3 - 5本運転される。西大島駅 - 東大島駅は都営新宿線と重複する区間となっている。
出入庫時には葛西橋 - 江戸川車庫が運転されるが、こちらは葛西橋を出た後、旧葛西橋を経由して秋26系統と同じルートで葛西橋を渡って江戸川車庫へ向かっていたが、2015年8月17日以降運休中。

##### 西葛27系統
- 西葛27：西葛西駅 - 東京臨海病院 - 臨海町二丁目団地
- 西葛27：西葛西駅 → 東京臨海病院 → 臨海町二丁目団地 → 新田住宅 → 西葛西駅
- 西葛27：西葛西駅 → 葛西水再生センター → 葛西市場 → 臨海町二丁目団地（平日土曜朝）
- 西葛27：葛西水再生センター → 東京臨海病院 → 西葛西駅（平日夕方）

西葛西駅南西の清新町・臨海町に広がる大規模住宅団地と東京臨海病院、都立紅葉川高校へのアクセスを主目的とする路線。同一経路の西葛26系統とともに江戸川競技場へのアクセス路線で、競技会開催時には臨時直行便が運行される。通常は臨海町二丁目団地で運行を打ち切った後に西葛西駅へ向かうが、夜の便に臨海町二丁目団地以降も運転を打ち切らずに西葛西駅へ向かって循環する路線もある。平日・土曜は葛西水再生センター経由（東京臨海病院非経由）および水再生センター発東京臨海病院経由（臨海町二丁目団地非経由）西葛西駅行きが運転される。
なお葛西水再生センター停留所には、2024年6月30日に至近距離として東京BRT葛西臨海営業所が開設されているが、都営バスはこの営業所内に入らない。

##### 亀29系統
- 亀29：亀戸駅 - 西大島駅 - 境川 - 宇喜田 - 西葛西駅
- 亀29：亀戸駅 - 西大島駅 - 境川 - 宇喜田 - 西葛西駅 - 葛西駅通り - 新田 - 堀江団地 - なぎさニュータウン

29系統（錦糸町駅 - 浦安）が発祥。錦29系統と名を変えて、1976年6月に亀戸駅発着の亀29系統となり、浦安地区からは1978年11月に撤退し浦安橋から長島町交差点を経由して葛西駅へと向かうようになったが、1990年3月に葛西駅乗り入れを取り止めている。現在の経路は1976年9月に設定された堀江団地 - 亀戸駅の亀29乙系統が原型で、1980年6月になぎさニュータウンへ延長され現在の運行区間となった。現在は西葛西駅 - 亀戸駅が中心的な運行区間で、なぎさニュータウン行きは少ない。なぎさニュータウン発着のうち入庫便に関しては葛西駅通り発着となっていたが（西葛西駅まで運転しない、葛西駅通り - 江戸川車庫は回送）、2018年1月のダイヤ改正で葛西駅通り行きは消滅し、回送での入庫となった。

### 競艇バス
- 艇10：平井駅  - ボートレース江戸川

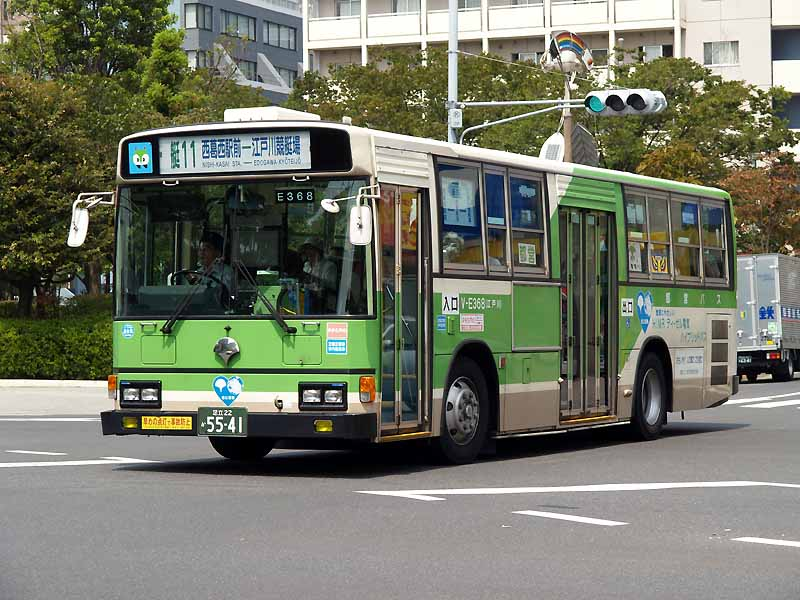
艇11 (V-E368)

- 艇11：西葛西駅 - 区立自然動物園 - 船堀駅 - ボートレース江戸川

江戸川競艇場（ボートレース江戸川）来場者のための無料送迎バス。船堀駅を出ると中川に沿って江戸川競艇場へ向かう。西葛西駅 - 船堀駅間の利用はできない。
艇10系統は、江東との共管（一時期は巣鴨営業所も参入していた時期もある）。
艇11系統は、急行04系統と臨海22系統の運行開始までは、新小21乙系統の廃止後に唯一船堀街道の宇喜田 - 船堀小学校を通る路線だった。

### 東小松川分駐所で主に担当する系統

#### 臨海営業所からの移管路線

##### 新小21系統・深夜12系統
- 新小21：新小岩駅 - 江戸川区役所 - 京葉交差点 - 船堀駅 - 棒茅場 - 宇喜田 - 西葛西駅
- 新小21・深夜12：新小岩駅 - 江戸川区役所 - 船堀駅
- 新小21：船堀駅 - 棒茅場 - 宇喜田 - 西葛西駅
- （出庫）：東小松川車庫  → 京葉交差点 → 江戸川区役所 → 新小岩駅
- （出入）：東小松川車庫 - 船堀駅

新小21系統は、西葛西駅を起点とし船堀駅を経由して新小岩駅を結ぶ路線。ほぼ全区間において船堀街道を走行する江戸川区の南北縦断路線で、沿線に江戸川区役所が存在することもあり、区内の南北の大動脈となっている。船堀駅の先の「棒茅場」停留所は「ぼうしば」と読む。
出入庫時には東小松川車庫前発着が運行され、それと前後して両方向から船堀駅発着便も運行される。東小松川車庫前停留所は当系統しか停車せず、早朝に運転される数便の新小岩駅行き以外はすべて船堀駅発着となる。
深夜12系統は、ミッドナイト25の第12弾として2016年4月1日から運行を開始した路線である。城東地区の深夜バス設定は、1996年1月4日に廃止された深夜08系統以来となる。

#### 葛西営業所から継承した路線

##### 錦28系統
- 錦28：錦糸町駅 - 住吉駅 - 西大島駅 - 北砂五丁目団地 - 東大島駅

当初は東京駅丸の内北口から新大橋通り経由で浦安、その後短縮されて今井まで東28系統として走っていたが、都営地下鉄新宿線が開業すると、同線と競合するため路線が短縮され錦28系統（錦糸町駅 - 大島駅 - 船堀駅 - 今井間、後に船堀駅止まりとなる）、1990年に現行の北砂五丁目団地経由に変更された。しかし、1990年12月に船堀乗入れを中止したため、FL01系統新設まで船堀橋を渡る都バス路線は途絶えていた。東大島駅の小松川口から平井駅への錦28乙系統もあったが、こちらは平28系統へ変更されている。
当初は旧・江戸川→臨海営業所の管轄だったが、1990年7月に平23甲系統と交換する形で葛西営業所に移管されている。
このほか、深夜時間帯に亀戸駅通り経由で東砂団地まで行く便が設定されていた時期がある。この便は錦28系統通常ルートとは異なり、深夜08系統と同じく江東営業所が担当していたが、1996年1月の深夜08系統廃止に伴い通常ルート（住吉駅経由）で葛西営業所担当の東砂団地行最終便に変更された。

#### 江戸川として所管開始した路線

##### 錦27系統
- 錦27：小岩駅 - 菅原橋 - 江戸川区役所 - 京葉交差点 - 錦糸町駅 - 両国駅[9]
- 錦27：小岩駅 - 菅原橋 - 江戸川区役所 - 京葉交差点 - 錦糸町駅
- 錦27-2：小岩駅 - 菅原橋 - 江戸川区役所 - 京葉交差点 - 船堀駅
- 錦27-3：東大島駅前 → 中川新橋 → 錦糸町駅 (平日の朝2本のみ)

小岩駅 - 両国駅を江戸川区役所、錦糸町駅を経由して結ぶ路線。1996年までは京成電鉄（現・京成バス）との共同運行を行っていた。

1951年に32系統として錦糸町駅 - 新橋駅で運行開始。運行開始2か月後には京成電鉄が新規参入して相互乗り入れ路線となり、錦糸町駅 - 小岩駅の延長、系統番号が128系統に改められた。その後は国鉄総武本線の輸送力増強の遅れに加え、営団地下鉄東西線も未開通だったこともあり、並走する東京駅 - 市川駅間の107系統と共に都バス有数の幹線に成長するが、都心部の道路の渋滞悪化と総武線の複々線化工事進捗に合わせ、1970年（昭和45年）にまず107系統が廃止。総武快速線の東京・新橋乗り入れが実現した後の1974年には、地下鉄日比谷線、都営地下鉄浅草線で代替可能となっていた新橋駅 - 箱崎町間が廃止された。
その後は大きな動きはなかったが、1989年4月に休日を除き両国駅止まりへ変更された。箱崎町まで運行されていた当時は、東日本橋駅 - 箱崎町間で都心部の道路が一方通行であった関係で、小岩駅行きと箱崎町行きで経路が異なっていた。
1996年には、残っていた休日日中の箱崎町発着も両国駅発着に切り替えられ、同時に京成との共同運行を廃止したため、錦27系統の運行本数は京成担当分が減少した。

開通以来、臨海営業所（当時）が担当していた1982年12月から1989年3月までを除いて江東営業所が担当してきたが、2005年3月28日から江戸川営業所が一部便の運行を担当することとなった。また、京葉交差点から分岐して小岩駅 - 船堀駅間で錦27-2系統の運行が開始された。その後、2009年4月1日には、全便が江戸川営業所の担当となったが、江東営業所への出入庫便だった小岩駅 - 錦糸町駅便は残されている。
2018年4月1日の改編で新たに錦27折返系統が新設された（後に錦27-3系統に改番）。東大島駅（小松川口）から小松川地区を経由し錦糸町駅に至る路線で、平日朝、錦糸町駅行き2本のみ運転という運行形態は開設時から変わっていない。錦糸町駅は丸井前8番乗り場で乗客を降ろした後、直進して東京都立両国高等学校・附属中学校の角を左折し、新大橋通りに出たところで左折、直進して東大島駅方面に折り返す。燃料電池バスで運転されることが非常に多い。

小岩駅 - 小松川警察署間は京成バス東京（旧京成タウンバス）の小74系統小松川線が現在も運行されており、共通定期券制度を実施している。
路線沿革
- 1951年（昭和26年）4月1日 - 128系統小岩駅 - 新橋駅の運行を開始する。
- 1972年（昭和47年）11月12日 - 系統番号を変更（128系統から橋27系統へ）。
- 1974年（昭和49年）8月15日 - 新橋駅 - 箱崎町間を短縮し、小岩駅 - 箱崎町間とする。系統番号を橋27から錦27へ変更。なお京成は路線名も変更し「箱崎線」とする。
- 1982年（昭和57年）12月26日 - 江戸川営業所（現在の臨海支所）に移管される。
- 1989年（平成元年）
  - 3月 - 江東営業所に再移管される。この間、1988年末頃からは共管となっていた。
  - 4月24日 - 日祭日のみ、両国駅 - 箱崎町間を短縮し、小岩駅 - 両国駅間とする。

- 1996年（平成9年）9月7日：箱崎町 - 両国駅入口間を廃止のうえ両国駅発着に変更。同時に京成との共同運行を解消する。なお京成は小松川警察署止まりに短縮し、小74系統小松川線とする。
- 2001年（平成13年）2月16日：京成の小74系統が京成タウンバスに移管される。
- 2005年（平成17年）3月28日：江東営業所と江戸川営業所の共管となり、小岩駅 - 船堀駅間の錦27-2が開設される。
- 2009年（平成21年）4月1日：江戸川営業所の単独所管となる。
- 2018年（平成30年）4月1日：東大島駅 – 錦糸町駅行きの錦27-3が開設される。

## 廃止・移管路線
基本的に撤退系統は、臨海支所以外へ移管した系統のみ記述する。

### 旧・葛西営業所

#### 都07系統（グリーンスター）←錦14系統
- （都電38→錦14→）都07：錦糸町駅 - 亀戸駅通り - 西大島駅 - 境川 - 東陽町駅 - 木場駅 - 門前仲町
- （錦14→）都07：錦糸町駅 - 亀戸駅通り - 西大島駅 - 境川 - 旧葛西橋 - 葛西車庫
- （錦14→）都07：門前仲町 - 木場駅 - 東陽町駅 - 境川 - 旧葛西橋 - 葛西車庫

1972年（昭和47年）11月12日の第7次都電撤去で廃止された38系統の代替として運行を開始した錦14系統が前身で、1992年（平成4年）3月31日に都市新バスに移行、都07系統となる。その後は2003年（平成15年）4月1日に江東営業所との共管となり、当営業所の江戸川営業所への改称と同時に撤退、葛西車庫発着も全廃となった。このうち錦糸町駅発葛西車庫行の最終便については現在、両28系統・第六葛西小学校行として臨海支所が運行している。

#### 秋26・東26系統
- （26甲→）秋26：秋葉原駅 - 神田駅 ←岩本町一丁目 ←小伝馬町・岩本町→ 東日本橋駅→ 浜町中の橋 - 白河 - 境川 - 旧葛西橋 - 葛西車庫 - 葛西駅
- （26甲→）秋26：秋葉原駅 - 神田駅 ←岩本町一丁目 ←小伝馬町・岩本町→ 東日本橋駅→ 浜町中の橋 - 白河 - 境川 - 旧葛西橋 - 葛西車庫
- （26乙→）東26：東京駅八重洲口 - 通り三丁目 - 西八丁堀 - 亀島橋 - 霊岸島 - 箱崎町 - 水天宮前 - 浜町中の橋 - 白河 - 境川 - 旧葛西橋 - 葛西車庫
- （26乙→）東26：東京駅八重洲口 - 通り三丁目 - 西八丁堀 - 亀島橋 - 霊岸島 - 箱崎町 - 水天宮前 - 浜町中の橋 - 白河 - 境川 - 亀高橋 - 葛西橋

終戦後の1947年に洲崎営業所（現・深川営業所）の担当で境川 - 浅草寿町を26系統として開通。後に延長と短縮を繰り返し、上野公園 - 秋葉原駅 - 白河町二丁目 - 北砂町十丁目間となる。1957年に江東営業所へ移管、さらに1972年には葛西営業所の開設に伴い移管されてきた。その後1979年に上野公園〜秋葉原駅間を廃止し、白河〜葛西駅間を延長した。2004年4月をもって臨海支所へ移管、はとバス委託となった。
一方の東26系統は26乙系統として1970年4月に設定され、やはり秋26系統とともに江東営業所から葛西営業所に移管されてきた。歴史は古く、秋26系統の支線的役割を持つ。地下鉄の開業などで乗客が減り続けてきたので、末期には平日の朝夕と日・祝のみ運行されるように減便された。1982年12月に廃止、秋26系統のみが現在もはとバス委託で運行を続けている。

#### 草28系統
- （都電29→）草28 : 神田駅 - 浅草橋駅 - 錦糸町駅 - 亀戸駅通り - 西大島駅 - 境川 - 葛西橋
- 草28折返 : 亀戸駅 - 西大島駅 - 境川 - 旧葛西橋 - 葛西橋
- 草28出入 : 神田駅 - 浅草橋駅 - 錦糸町駅 - 亀戸駅通り - 境川 - 旧葛西橋 - 宇喜田 - 葛西車庫
- 草28出入 : 亀戸駅 - 境川 - 旧葛西橋 - 宇喜田 - 葛西車庫

1972年（昭和47年）11月12日の第7次都電撤去で廃止された29系統の代替として運行を開始した路線で、系統番号の「草」は浅草橋駅を意味していた。2000年（平成12年）12月12日に都心部を両国駅までに短縮のうえ現在の両28系統となり、その後ははとバス委託化に伴う臨海支所への移管、都07系統からの撤退などに伴う第六葛西小学校発着便の設定を経て現在に至る。神田駅の起終点停留所は現在も神田富山町停留所として秋26系統の葛西駅方面行（平日・土曜のみ）が使用している。

#### 草32系統
- （41→）草32：平井駅 - 平井操車所 - 中平井 - 八広二丁目 - 中居堀 - 十間橋通り - 押上三丁目 - 押上駅 - 業平四丁目 - 太平三丁目 - 石原四丁目 - 石原一丁目 - 蔵前一丁目 - 浅草橋駅 - 浅草橋 - 馬喰町 - 東日本橋駅
- 草32：押上駅 - 業平四丁目 - 太平三丁目 - 石原四丁目 - 石原一丁目 - 蔵前一丁目 - 浅草橋駅 - 浅草橋 - 馬喰町 - 東日本橋駅

1952年に押上 - 東京駅八重洲口間の41系統として開通。その後は路線の延長・短縮を繰り返し平井駅 - 東日本橋駅間の路線となっていたが、1975年8月に分割され平井側は平23乙系統（平井駅 - 両国駅）となった。当初は江東営業所の管轄だったが、葛西営業所の開設により移管された。1977年12月16日に廃止。草28（現・両28）系統同様系統番号の「草」は浅草橋駅の意味だった。

平23乙系統はのちに上野松坂屋発着に変更、上23系統として現在も運行中。

### 現・江戸川営業所

#### 西葛20系統
- 西葛20乙：西葛西駅 - 中央卸売市場葛西市場 - 臨海車庫前
- 西葛20乙：葛西臨海公園駅 - トラックターミナル - 臨海車庫前

西葛20乙系統のうち、路線のほぼ中間に位置する臨海車庫で折り返す運用が存在したが、西葛西駅～臨海車庫、葛西臨海公園駅～臨海車庫線ともに2024年4月1日に廃止。

#### 西葛01系統

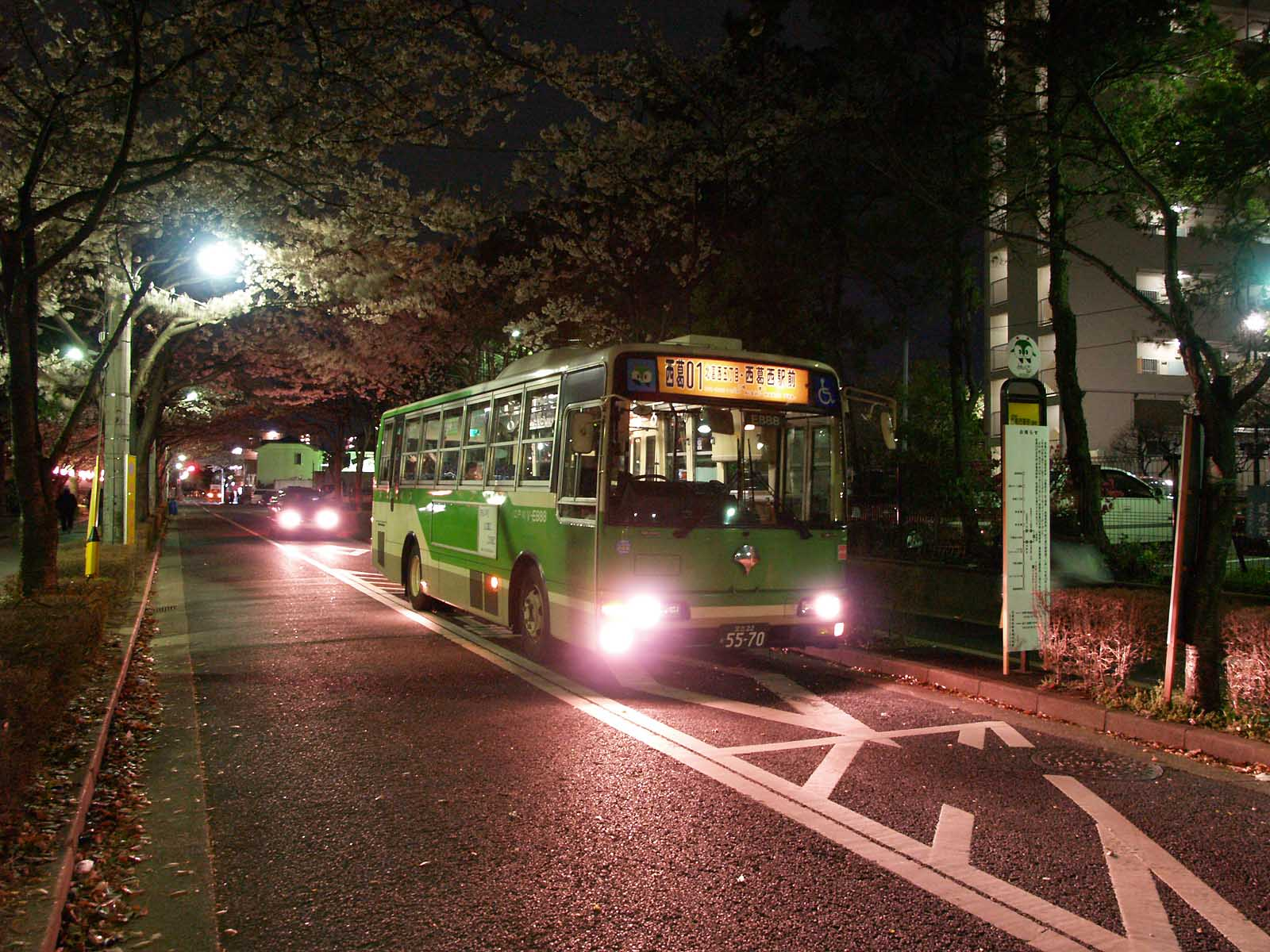
夜の宇喜田さくら公園に停車する西葛01 (V-E888)

- 西葛01：西葛西駅 → 北葛西五丁目 → 西葛西駅（循環）

江戸川区から西葛西駅の放置自転車対策として要望されたことを受け、北葛西地区と西葛西駅を結ぶために開通した。平日朝夕のみの運行で、この路線限定の系統指定定期券が存在した。

1年間の限定で2005年春に開通したが、北葛西地区から葛西駅へ向かう葛西24と競合するためか最初から成績は悪く、試験期間満了で廃止濃厚と思われた。しかし、継続調査のため試験期間が1年間延長され、2007年3月の運行をもって試験運行を終了。代替として西葛26折返系統（西葛西駅 - 行船公園 - 船堀駅）が新設された。

#### 新小29・30系統

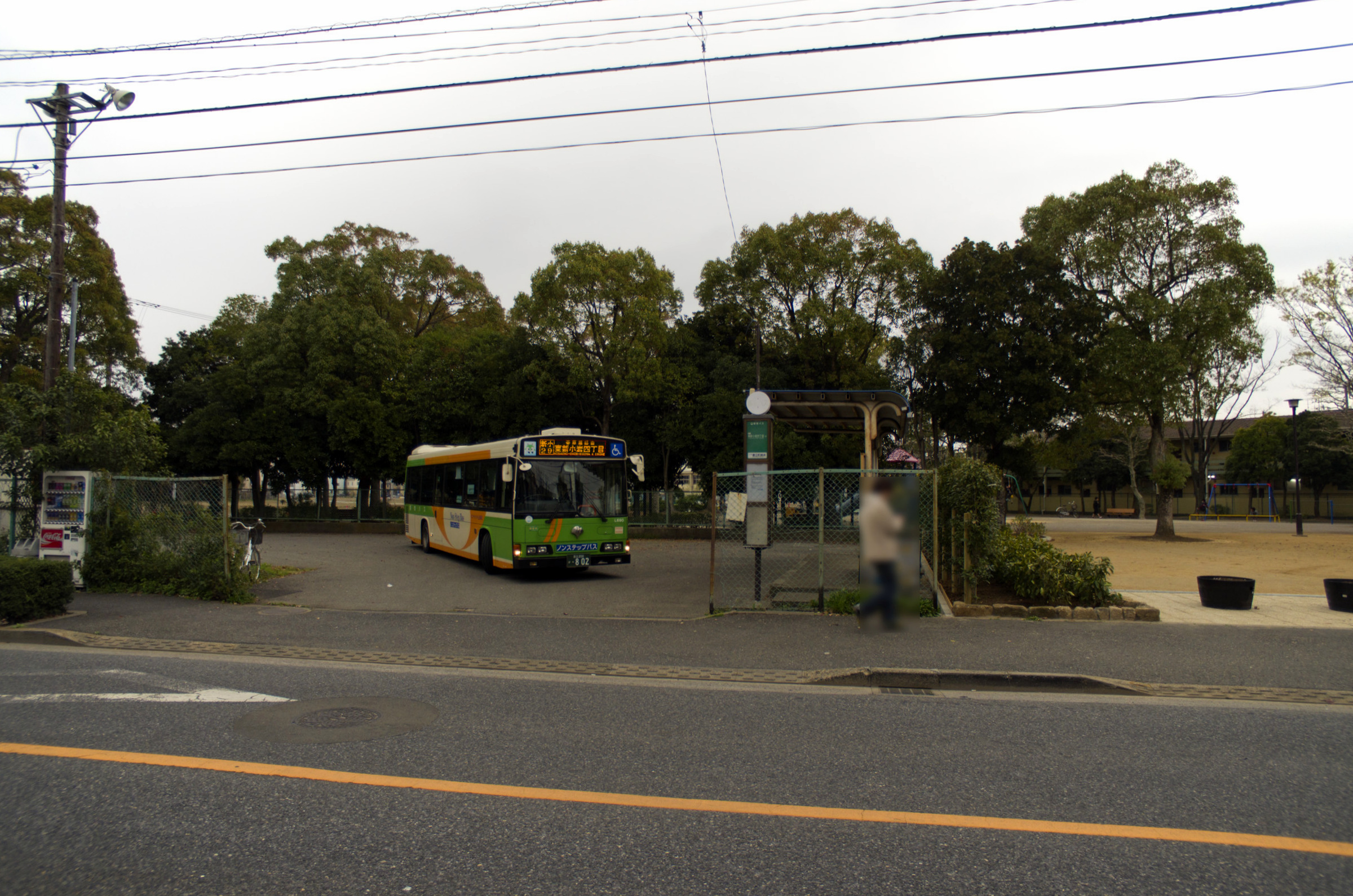
廃止された新小29系統春江町終点

- 新小29乙：東新小岩四丁目 - 新小岩駅北口 - 菅原橋 - 松江 - 一之江駅 - 春江町終点
- 新小30：東新小岩四丁目 - 新小岩駅北口 - 菅原橋 - 松江 - 一之江駅 - 葛西駅 - 葛西駅通り - 臨海町二丁目団地 - 東京臨海病院

新小29乙系統は2013年4月1日の改編で廃止され、春江町終点も廃止された（一之江駅と春江町終点の間は京成バスの小76系統が並走しており、代替となる）。残存路線は臨海に移管され、同時に新小30系統も新小29-2系統として統合された。春江町終点の跡地は現在、瑞江公園の一部として整備されている。

#### 深夜10系統

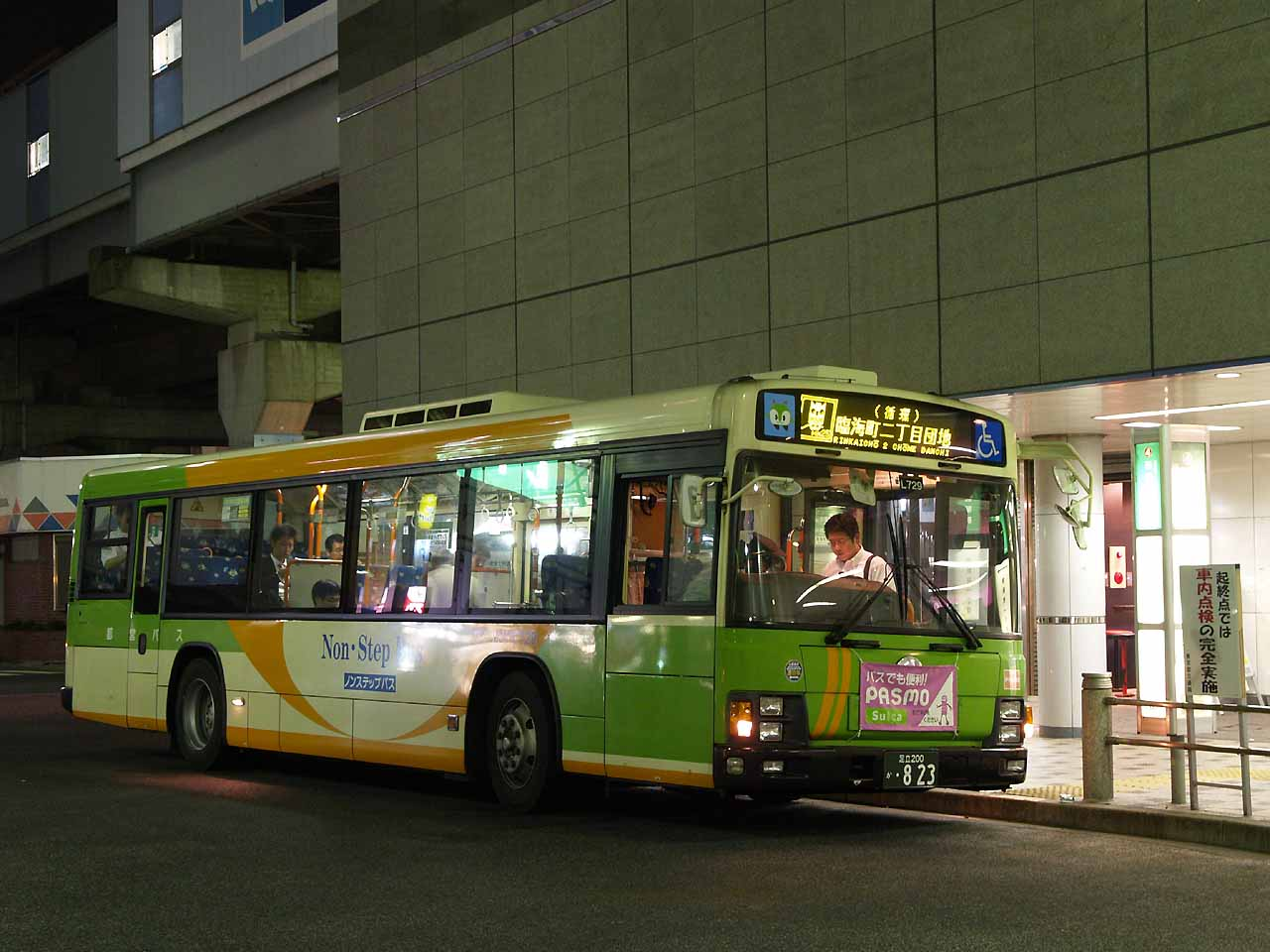
深夜10 (V-L729)

- 深夜10：西葛西駅 → 東京臨海病院 → 臨海町二丁目団地 → 新田住宅 → 西葛西駅

西葛27系統の深夜便。臨海町二丁目団地で運行を打ち切らず循環経路を取る。
2022年（令和4年）4月4日より運行休止されている。

#### 亀23系統
- 亀23：亀戸駅 - 西大島駅 - 北砂五丁目団地 - 亀高橋 - 南砂町駅 - 江東高齢者医療センター（循環）
- 亀23：亀戸駅 - 西大島駅 - 北砂五丁目団地 - 亀高橋 - 南砂町駅（朝夕のみ）
  - 2001年8月7日：亀23系統が開通する。当初は葛西営業所担当だった。
  - 2002年5月30日：南砂町駅 - 江東高齢者医療センター間を延長する。運行形態を循環路線に変更する。
  - 2004年3月29日：葛西営業所から江東営業所に移管される。
  - 2014年4月1日：再び江戸川営業所の担当となる。
  - 2025年（令和7年）4月1日：江東営業所へ移管[20]。

新砂地区の再開発を機に2001年8月に開設された路線で、江東区内の東西線で唯一都バス路線のなかった南砂町駅に乗り入れた。この系統が設定されたため、両28系統の亀戸駅発着が大幅に減らされた。2002年5月に江東高齢者医療センターへ延長。医療センターの診療時間以外は、全便が南砂町駅止まりとなる。当初は葛西営業所の担当で、2004年3月に江東営業所に移管されたが、2014年4月1日に再度江戸川営業所の担当となった。2025年4月より再度江東営業所へ移管された。

## 車両
指定車種：葛西営業所開設時は日野自動車。当初は日産ディーゼル製車両も江東営業所からの台数補助で在籍していた。江戸川営業所への名称変更後はいすゞ自動車。
音声装置：レシップ→ネプチューン（現・レゾナント・システムズ）
競争入札制への移行後に営業所ごとの指定車種は廃止され、UDトラックスのバス製造事業
終了後は、日野自動車・いすゞ自動車（ジェイ・バス）および三菱ふそう製の車両が、年度の前期、後期ごとに配置される。後段に詳細。
葛西営業所時代の指定は日野自動車、車体は帝国自動車工業→日野車体工業製。
江戸川営業所となってからはいすゞ自動車を導入していた。
また過去には三菱ふそう車の配置もあった。
低公害車としてハイブリッドバスの日野・ブルーリボンHIMRも、1992年度のグリーンスター仕様を皮切りに（1993年度車のみ全車が杉並からの転入）、1998年度まで（1996年度を除く）各世代全てが配置された。
バリアフリー対応としては、リフト車の初配置は1995年と遅れたものの、ノンステップバスの初配置は1997年度と早かった。またノンステップバスは、中型長尺車の日野・レインボーHR）が過去に在籍していた。

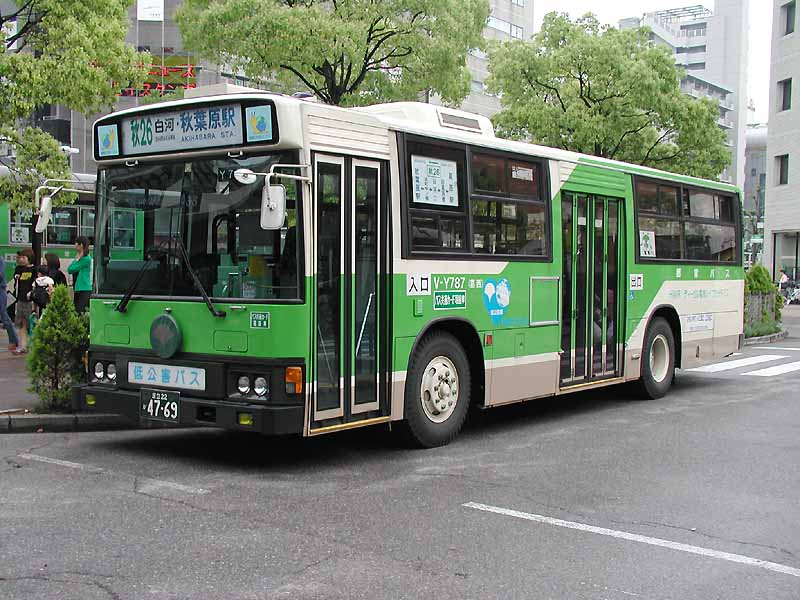
葛西時代の秋26（V-Y787）
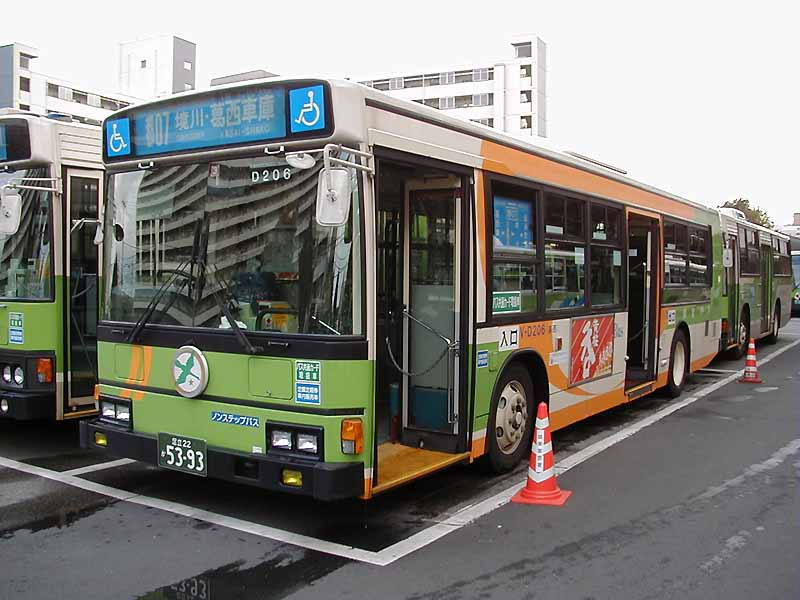
葛西時代の都07（V-D206）